# ルベルス・モラン
ルベルス・モラン（Dickson Ruberth Morán Puelo, 1973年8月11日 - ）は、ベネズエラ・メリダ出身の元サッカー選手である。ポジションはフォワード。